# Dracaena paraguayensis
El lagarto yacaré, teyú yacaré o viborón (Dracaena paraguayensis) es una especie de reptil escamoso de gran tamaño de la familia de los téidos y que se incluye en el género Dracaena. Habita zonas pantanosas tropicales y subtropicales del centro de Sudamérica.

## Taxonomía
Descripción original

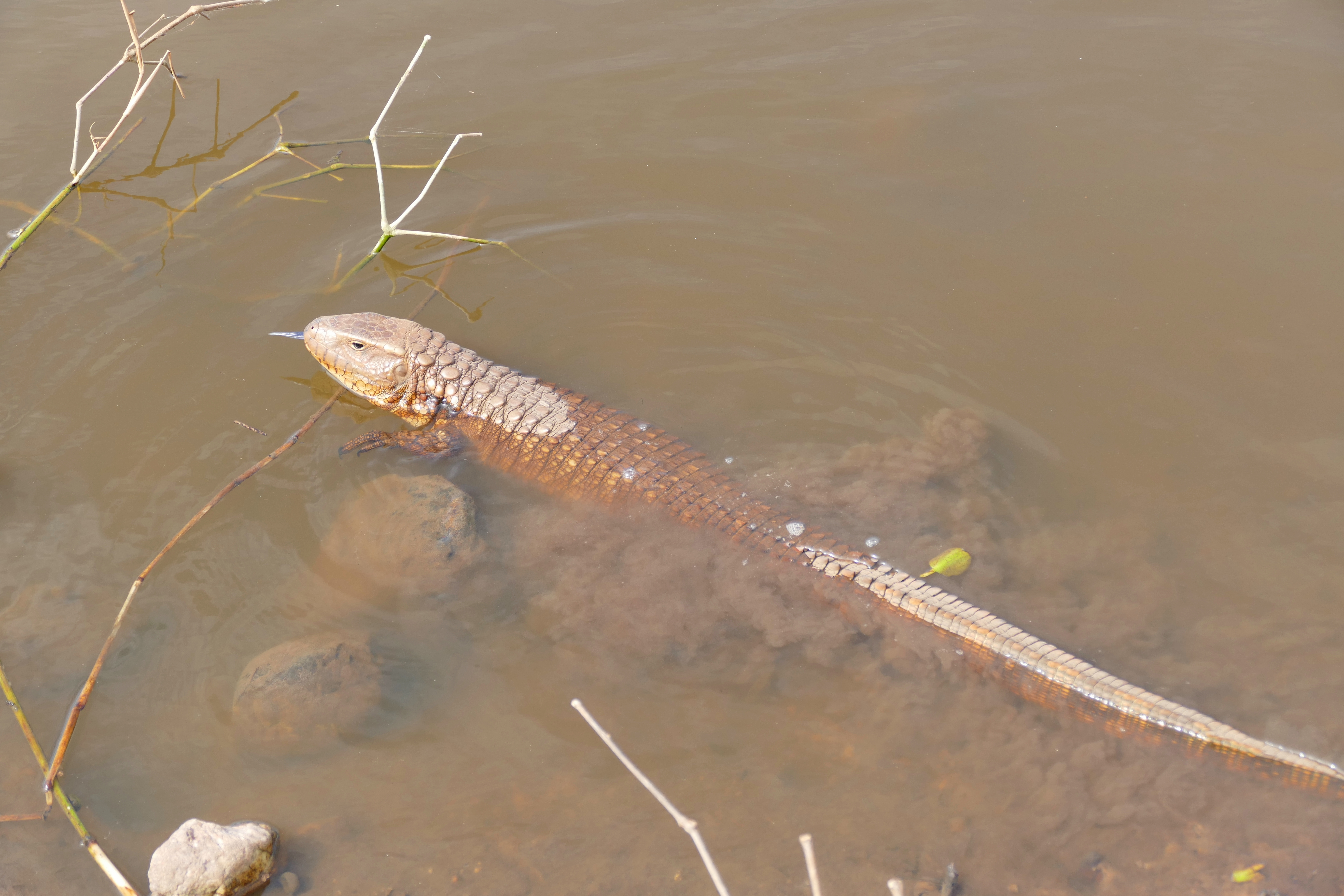
La forma de la cola y sus hábitos acuáticos le han otorgado a esta especie el nombre vulgar de lagarto yacaré.

Esta especie fue descrita originalmente en el año 1950 por el herpetólogo brasileño Afrânio Pompílio Gastos do Amaral, con el mismo nombre científico.
Localidad tipo
La localidad tipo referida es: “cerca del río São Lourenço, un afluente del río Paraguay, Mato Grosso, Brasil”.
Holotipo
El ejemplar holotipo designado es el catalogado como: DZSJRP 696l. Fue capturado en abril de 1950. Se encuentra depositado en el Departamento de Zoología, Facultad de Filosofía de la Universidad de São Paulo (DZSJRP), ubicado en la ciudad brasileña homónima.
Paratipos
Instituto Butantán, 506-07, colectados en Corumbi y 689 colectado en Carandazal, Mato Grosso, Brasil.
Etimología
Etimológicamente, el término genérico Dracaena es un sustantivo que deriva de la palabra del idioma griego "drakaina" (δράκαινα) que significa ‘hembra de dragón’ en la mitología griega. El epíteto específico paraguayensis es un topónimo que refiere al río Paraguay.

## Costumbres

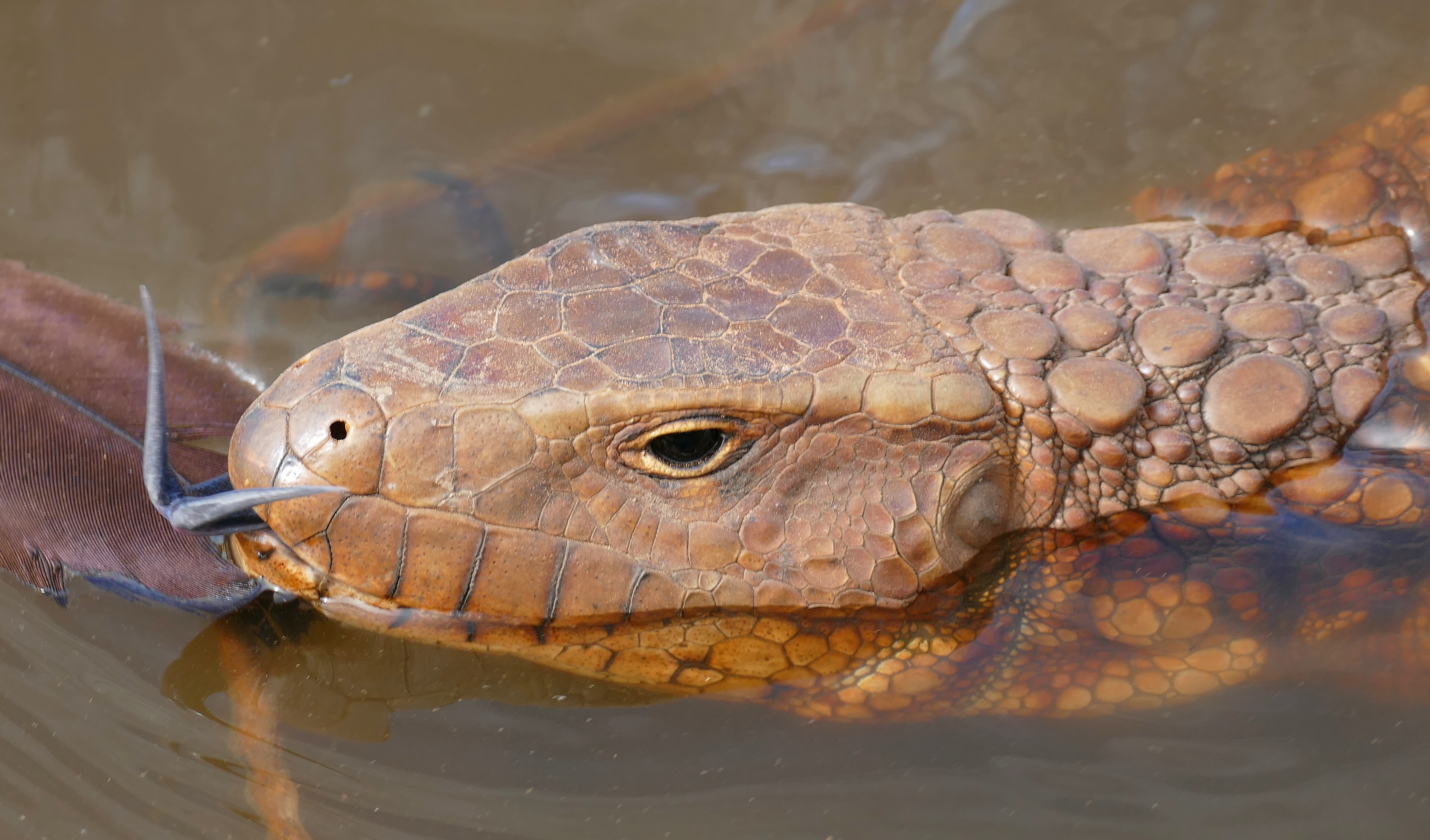
Detalle de la cabeza.

El lagarto yacaré posee hábitos diurnos, semi-arbóreos y anfibios, ya que es un buen nadador y buceador, siendo en el agua donde encuentra su alimento. Suele trepar a las ramas de los árboles que se inclinan sobre los ríos para poder asolearse; en caso de peligro se lanza directamente al agua para buscar allí seguridad. Utiliza como refugio hoyos en tierra seca o nidos de isópteros. Su comportamiento es tímido y evasivo, lo que hace que, siendo abundante, sea al mismo tiempo una especie difícil de ver.
Alimentación
Se alimenta casi exclusivamente de caracoles acuáticos del género Pomacea, los cuáles captura con sus dientes anteriores entre la hojarasca del fondo, a una profundidad de alrededor de 30 cm. Allí se inicia un proceso que dura uno o dos minutos. Como estos moluscos cuentan con un duro caparazón, el reptil ha desarrollado una especializada musculatura mandibular, con músculos largos y fuertes, lo que hace que al llevar el caracol hacia la parte posterior de su boca (donde sus dientes pasan a ser molariformes), pueda aplicar gran presión con su mordida, mecanismo suficiente para romper y aplastar las conchas. Finalmente los fragmentos son expulsados con la lengua. Estas acciones se realizan invariablemente en la superficie, con la cabeza siempre fuera del agua o, si la ribera está muy próxima, lo acarrea hacia un lugar seco.    
Acostumbra a dejar las valvas vacías siempre en un mismo lugar, el cual es denominado “comedero”, lo cual hace que la detección de estos lugares permita inferir la presencia de la especie. La forma en que este reptil acomete las conchas de los caracoles es muy particular, permitiendo su identificación respecto a los comederos de otros animales que también se han especializado en predar sobre grandes caracoles acuáticos, como el gavilán caracolero (Rostrhamus sociabilis) o el caraú (Aramus guarauna). El lagarto rompe la voluta del molusco por el lado más convexo de la espiral, próximo al opérculo, quedando en el lugar la caracola con la columnela y el ápice o vértice de la voluta casi siempre intactos, junto a pequeños trozos del caparazón.
Reproducción
Este lagarto no presenta dimorfismo sexual, solo es posible distinguir los sexos observando la cloaca, ya que el macho posee a cada lado del orificio  glándulas femorales agrandadas. Es un reptil ovíparo, aunque hay poca información sobre sus hábitos de nidificación. En proximidades de Corumbá (Pantanal brasileño), fue encontrado un nido con 5 huevos; de los cuales 3 se incubaron en laboratorio, lo que permitió determinar que el periodo de incubación dura, al menos, 4 meses.

## Características

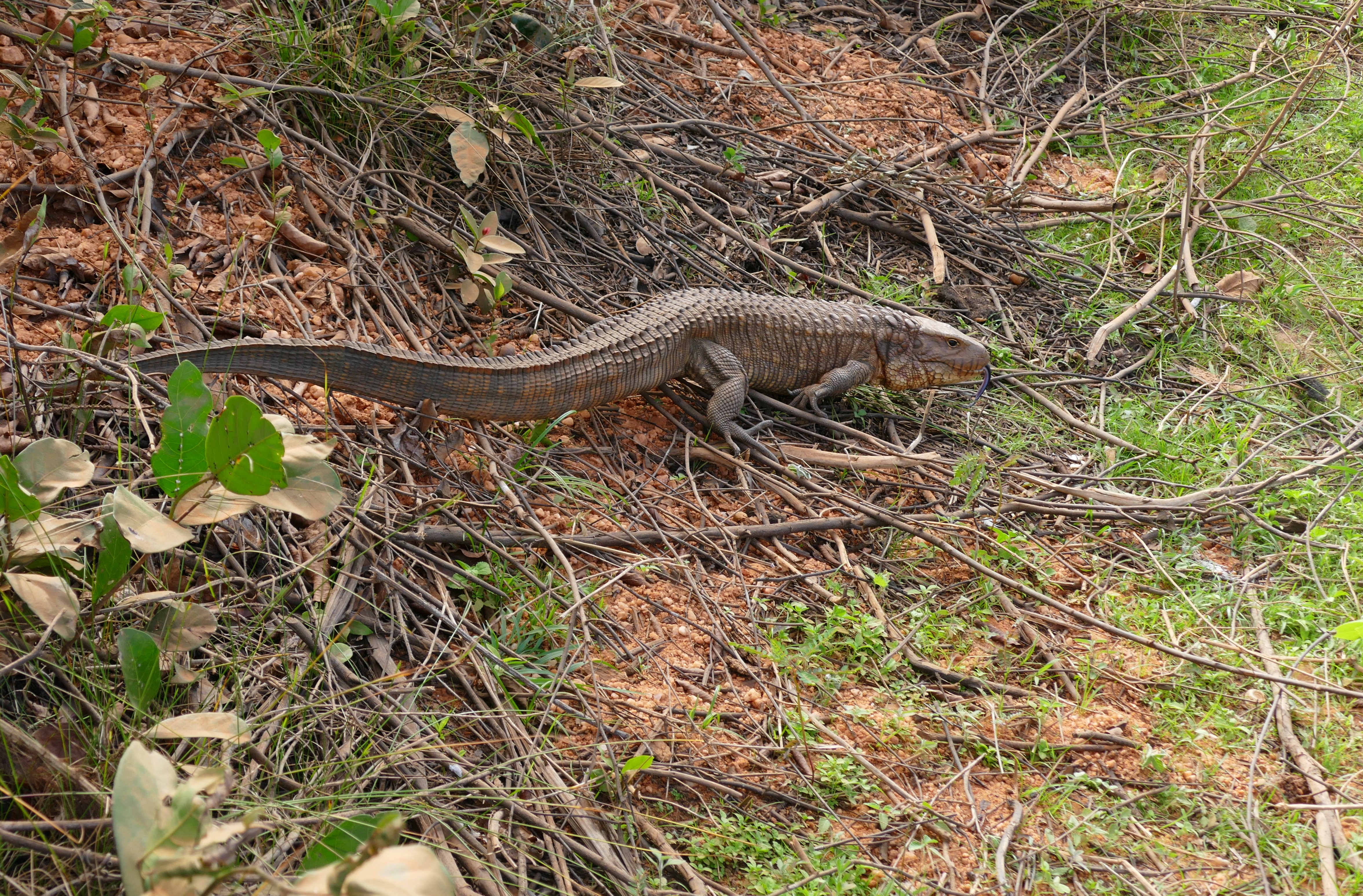
Detalle de la forma y longitud de su cola.

Dracaena paraguayensis es un téido de gran tamaño, ya que puede alcanzar 120 cm de longitud total y pesar hasta 4,5 kg. La cabeza es de forma piramidal. En el dorso presenta grandes escamas quilladas de forma ovoide, las que se ordenan en filas transversales bien marcadas, entre las cuales posee escamas pequeñas e irregulares. Las escamas abdominales son angostas y pequeñas. Tiene una cola larga, similar a la de los caimanes, la cual le permite desplazarse ágilmente por el agua, tanto en superficie como bajo ella. Este órgano caudal cuenta con 2 crestas, con escamas punzantes a lo largo de su superficie.
Se diferencia fácilmente de la otra especie del género Dracaena (Dracaena guianensis Daudin, 1801) por no tener la cabeza con tonalidades rojizas, por el tipo de escutelación y por el mayor número de filas de escamas abdominales.

## Distribución y hábitat
Dracaena paraguayensis habita en el centro de Brasil, en los estados de Mato Grosso y  Mato Grosso del Sur, en Bolivia en el departamento de Santa Cruz y en el Paraguay, la parte del Chaco de ese país conocida como Pantanal paraguayo, alcanzando en su distribución más austral el sudeste del departamento de Alto Paraguay.
Este saurio vive bajo un clima cálido, con temperaturas anuales que promedian los 25 °C y precipitaciones de entre 1000 y 1200 mm de media anual, con una estación lluviosa de octubre a marzo y otra seca, de abril a septiembre.
Habita en cuerpos de agua lénticos naturales, como lagunas, esteros y riachos; también hace uso de biotopos acuáticos artificiales, como tajamares y las cunetas al costado de los caminos, preferentemente con arbustos o árboles en las riberas del cuerpo de agua. La condición es que sean ambientes de aguas poco profundas y con nutrida vegetación acuática, lo que garantiza la presencia de caracoles acuáticos.
Dracaena paraguayensis comparte su geonemia con otros 3 grandes saurios, el lagarto overo (Salvator merianae), el lagarto colorado del cerrado (Salvator duseni) y la iguana común o iguana verde (Iguana iguana).

## Conservación
En Paraguay, los pobladores que conviven con estos lagartos creen que son muy venenosos, por lo que los matan apenas son detectados.